# قسم همت أباد الريفي (مقاطعة بروجرد)
قسم همت أباد الريفي (بالفارسية: دهستان همت‌آباد) هي منطقة ريفية تقع في إيران في قسم. يقدر عدد سكانها بـ 23,249 نسمة .